# William de Ros, II barone de Ros

Blasone della famiglia de Ros.

William de Ros, II barone de Ros (... – 1316), è stato un nobile inglese, pretendente al trono di Scozia durante la Grande causa.

## Biografia
Era l'unico figlio di Robert de Ros, I barone de Ros, e di sua moglie Isabel d'Aubigny. Ereditò il titolo da suo padre, deceduto nel 1285.
Combatté per Edoardo I d'Inghilterra in Guascogna, arrivando anche a denunciare la dubbia fedeltà del suo stesso fratello Robert. Si dimostrò sempre molto fedele alla corona inglese; ciò comunque non gli impedì di partecipare come pretendente alla contesa dinastica scozzese dopo l'estinzione del casato dei Dunkeld, essendo egli un discendente di re Guglielmo I di Scozia tramite la bisnonna Isabella, figlia illegittima del sovrano.
Divenne presto luogotenente del re inglese in Scozia, carica riconfermatagli dal nuovo sovrano Edoardo II d'Inghilterra, a cui fu sempre molto vicino. Morì nel 1316 e fu sepolto a Kirkham.

## Discendenza
Aveva sposato Matilda de Vaux, dalla quale ebbe i seguenti figli:
- William de Ros, III barone de Ros, che gli succedette;
- John de Ros;
- Margaret de Ros;
- Anne o Agnes de Ros.

## Ascendenza
|                                  |                       |                      | Genitori              |  |  | Nonni |  |  | Bisnonni      |  |  | Trisnonni      |  |
|                                  |                       |                      |                       |  |  |       |  |  | Robert de Ros |  |  | Everard de Ros |  |
|                                  |                       |                      |                       |  |  |       |  |  | Robert de Ros |  |  | Everard de Ros |  |
|                                  |                       | Rohese Trussbut      |                       |  |  |       |  |  | Robert de Ros |  |  |                |  |
| William de Ros                   |                       |                      |                       |  |  |       |  |  | Robert de Ros |  |  |                |  |
|                                  |                       | Isabella di Scozia   | Guglielmo I di Scozia |  |  |       |  |  |               |  |  |                |  |
|                                  |                       | Isabella di Scozia   | Guglielmo I di Scozia |  |  |       |  |  |               |  |  |                |  |
|                                  |                       | Isabella di Scozia   | amante                |  |  |       |  |  |               |  |  |                |  |
| Robert de Ros, I barone de Ros   |                       | Isabella di Scozia   |                       |  |  |       |  |  |               |  |  |                |  |
|                                  |                       | …                    | …                     |  |  |       |  |  |               |  |  |                |  |
|                                  |                       | …                    | …                     |  |  |       |  |  |               |  |  |                |  |
|                                  |                       | …                    | …                     |  |  |       |  |  |               |  |  |                |  |
| Lucy                             |                       | …                    |                       |  |  |       |  |  |               |  |  |                |  |
|                                  |                       | …                    | …                     |  |  |       |  |  |               |  |  |                |  |
|                                  |                       | …                    | …                     |  |  |       |  |  |               |  |  |                |  |
|                                  |                       | …                    | …                     |  |  |       |  |  |               |  |  |                |  |
| William de Ros, II barone de Ros |                       | …                    |                       |  |  |       |  |  |               |  |  |                |  |
|                                  | William III d'Aubigny | William II d'Aubigny |                       |  |  |       |  |  |               |  |  |                |  |
|                                  | William III d'Aubigny | William II d'Aubigny |                       |  |  |       |  |  |               |  |  |                |  |
|                                  | William III d'Aubigny | Matilda de Senlis    |                       |  |  |       |  |  |               |  |  |                |  |
| William IV d'Aubigny             | William III d'Aubigny |                      |                       |  |  |       |  |  |               |  |  |                |  |
|                                  |                       | Margery de Prudhoe   | Odinel de Prudhoe     |  |  |       |  |  |               |  |  |                |  |
|                                  |                       | Margery de Prudhoe   | Odinel de Prudhoe     |  |  |       |  |  |               |  |  |                |  |
|                                  |                       | Margery de Prudhoe   | …                     |  |  |       |  |  |               |  |  |                |  |
| Isabel d'Aubigny                 |                       | Margery de Prudhoe   |                       |  |  |       |  |  |               |  |  |                |  |
|                                  |                       | …                    | …                     |  |  |       |  |  |               |  |  |                |  |
|                                  |                       | …                    | …                     |  |  |       |  |  |               |  |  |                |  |
|                                  |                       | …                    | …                     |  |  |       |  |  |               |  |  |                |  |
| Isabel                           |                       | …                    |                       |  |  |       |  |  |               |  |  |                |  |
|                                  |                       | …                    | …                     |  |  |       |  |  |               |  |  |                |  |
|                                  |                       | …                    | …                     |  |  |       |  |  |               |  |  |                |  |
|                                  |                       | …                    | …                     |  |  |       |  |  |               |  |  |                |  |
|                                  |                       | …                    |                       |  |  |       |  |  |               |  |  |                |  |